# A Serious Game
Pour plus de détails, voir Fiche technique et Distribution.
A Serious Game (Den allvarsamma leken) est un film suédois, sorti en 2016. C'est l'adaptation du roman Le Jeu sérieux (Den allvarsamma leken) de Hjalmar Söderberg publié en 1912. Il est présenté hors-compétition à la Berlinale 2016.

## Fiche technique
- Titre original : Den allvarsamma leken
- Titre français : A Serious Game
- Réalisation : Pernilla August
- Scénario : Lone Scherfig d'après le roman de Hjalmar Söderberg
- Production : Patrik Andersson
- Pays d'origine : Suède
- Format : Couleurs - 35 mm
- Genre : drame
- Date de sortie : 2016

## Distribution
- Sverrir Gudnason : Arvid Stjärnblom
- Karin Franz Körlof : Lydia Stille
- Liv Mjönes : Dagmar Randel
- Michael Nyqvist : Markel
- Mikkel Boe Følsgaard : Carl Lidner
- Sven Nordin : Markus Roslin
- Richard Forsgren : Lovén
- Göran Ragnerstam : Anders Stille
- Staffan Göthe : Stjarnblom
- Sophie Tolstoy : Fröken Zeijlon
- Thomas Segerström : Cedergren
- Peter Larsdotter : Petterson
- Pelle Sandberg : Mr. Randel
- Ia Langhammer : Mrs. Randel
- Malin Persson : Felicia
- Sofia Rönnegård : Harriet
- Viva Östervall Lyngbrant : Anne Marie (comme Liva Östervall)
- Alva Hellenius : Marianne
- Eva Millberg : Landlord
- Klas Anderlind : Concierge
- Sven Wagelin : Pantbank Manager (comme Sven Wagelin-Challis)
- Alba August : Alma (non créditée)
- Petronella Barker : Fru Von Rosen (non créditée)
- Pål Anders Nordvi : Dinner guest (non crédité)
- Clara Wettergren : Young child (non créditée)